# Soley Soley
"Soley Soley" is een nummer van de Britse popgroep Middle of the Road uit 1971.
Het nummer is geschreven door de Spaanse muzikant Fernando Arbex. Toen de band in Spanje was leerden ze het nummer kennen en namen ze een versie op in de studio van RCA Records in Madrid. Het werd op single uitgegeven, eerst in Nederland in augustus 1971. Nadat het aldaar een nummer 1-hit werd, werd het in november van dat jaar ook in andere landen op single uitgebracht. De B-kant, "To Remind Me", is geschreven door Lally Stott, die vaker nummers voor de band schreef, in samenwerking met de broers Giosy en Mario Capuano, en Middle of the Road-zangeres Sally Carr.
De single bereikte, naast de Nederlandse Top 40, ook de eerste plek in de hitlijsten van België (zowel Vlaanderen als Wallonië), Zweden en Zwitserland. In eigen land bereikte "Soley Soley" de vijfde plek in de UK Singles Chart.

## Hitnoteringen

### Nederlandse Top 40
| Hitnotering: 18-09-1971 t/m 22-01-1972 | Hitnotering: 18-09-1971 t/m 22-01-1972 | Hitnotering: 18-09-1971 t/m 22-01-1972 | Hitnotering: 18-09-1971 t/m 22-01-1972 | Hitnotering: 18-09-1971 t/m 22-01-1972 | Hitnotering: 18-09-1971 t/m 22-01-1972 | Hitnotering: 18-09-1971 t/m 22-01-1972 | Hitnotering: 18-09-1971 t/m 22-01-1972 | Hitnotering: 18-09-1971 t/m 22-01-1972 | Hitnotering: 18-09-1971 t/m 22-01-1972 | Hitnotering: 18-09-1971 t/m 22-01-1972 | Hitnotering: 18-09-1971 t/m 22-01-1972 | Hitnotering: 18-09-1971 t/m 22-01-1972 | Hitnotering: 18-09-1971 t/m 22-01-1972 | Hitnotering: 18-09-1971 t/m 22-01-1972 | Hitnotering: 18-09-1971 t/m 22-01-1972 | Hitnotering: 18-09-1971 t/m 22-01-1972 | Hitnotering: 18-09-1971 t/m 22-01-1972 | Hitnotering: 18-09-1971 t/m 22-01-1972 | Hitnotering: 18-09-1971 t/m 22-01-1972 | Hitnotering: 18-09-1971 t/m 22-01-1972 |
| Week                                   | 1                                      | 2                                      | 3                                      | 4                                      | 5                                      | 6                                      | 7                                      | 8                                      | 9                                      | 10                                     | 11                                     | 12                                     | 13                                     | 14                                     | 15                                     | 16                                     | 17                                     | 18                                     | 19                                     |                                        |
| -------------------------------------- | -------------------------------------- | -------------------------------------- | -------------------------------------- | -------------------------------------- | -------------------------------------- | -------------------------------------- | -------------------------------------- | -------------------------------------- | -------------------------------------- | -------------------------------------- | -------------------------------------- | -------------------------------------- | -------------------------------------- | -------------------------------------- | -------------------------------------- | -------------------------------------- | -------------------------------------- | -------------------------------------- | -------------------------------------- | -------------------------------------- |
| Nummer                                 | 31                                     | 17                                     | 10                                     | 5                                      | 3                                      | 2                                      | 1                                      | 1                                      | 1                                      | 1                                      | 3                                      | 3                                      | 5                                      | 7                                      | 9                                      | 12                                     | 15                                     | 24                                     | 38                                     | uit                                    |

### Daverende Dertig
| Hitnotering: 18-09-1971 t/m 15-01-1972 | Hitnotering: 18-09-1971 t/m 15-01-1972 | Hitnotering: 18-09-1971 t/m 15-01-1972 | Hitnotering: 18-09-1971 t/m 15-01-1972 | Hitnotering: 18-09-1971 t/m 15-01-1972 | Hitnotering: 18-09-1971 t/m 15-01-1972 | Hitnotering: 18-09-1971 t/m 15-01-1972 | Hitnotering: 18-09-1971 t/m 15-01-1972 | Hitnotering: 18-09-1971 t/m 15-01-1972 | Hitnotering: 18-09-1971 t/m 15-01-1972 | Hitnotering: 18-09-1971 t/m 15-01-1972 | Hitnotering: 18-09-1971 t/m 15-01-1972 | Hitnotering: 18-09-1971 t/m 15-01-1972 | Hitnotering: 18-09-1971 t/m 15-01-1972 | Hitnotering: 18-09-1971 t/m 15-01-1972 | Hitnotering: 18-09-1971 t/m 15-01-1972 | Hitnotering: 18-09-1971 t/m 15-01-1972 | Hitnotering: 18-09-1971 t/m 15-01-1972 | Hitnotering: 18-09-1971 t/m 15-01-1972 | Hitnotering: 18-09-1971 t/m 15-01-1972 |
| Week                                   | 1                                      | 2                                      | 3                                      | 4                                      | 5                                      | 6                                      | 7                                      | 8                                      | 9                                      | 10                                     | 11                                     | 12                                     | 13                                     | 14                                     | 15                                     | 16                                     | 17                                     | 18                                     |                                        |
| -------------------------------------- | -------------------------------------- | -------------------------------------- | -------------------------------------- | -------------------------------------- | -------------------------------------- | -------------------------------------- | -------------------------------------- | -------------------------------------- | -------------------------------------- | -------------------------------------- | -------------------------------------- | -------------------------------------- | -------------------------------------- | -------------------------------------- | -------------------------------------- | -------------------------------------- | -------------------------------------- | -------------------------------------- | -------------------------------------- |
| Nummer                                 | 28                                     | 25                                     | 14                                     | 5                                      | 2                                      | 1                                      | 1                                      | 2                                      | 1                                      | 1                                      | 1                                      | 3                                      | 5                                      | 6                                      | 8                                      | 9                                      | 11                                     | 21                                     | uit                                    |

### NPO Radio 2 Top 2000
| Nummer met noteringen in de NPO Radio 2 Top 2000 | '99  | '00  | '01  | '02  |
| ------------------------------------------------ | ---- | ---- | ---- | ---- |
| Soley Soley                                      | 1856 | 1692 | 1727 | 1936 |

1. ↑  Een vetgedrukt getal geeft de hoogste notering aan.
2. ↑  Deze tabel is bijgewerkt tot en met de laatste editie (2024).